# Pseudodistoma candens
Pseudodistoma candens är en sjöpungsart som beskrevs av Kott 1992. Pseudodistoma candens ingår i släktet Pseudodistoma och familjen Pseudodistomidae. Inga underarter finns listade i Catalogue of Life.